# Albania ai Giochi della XXXII Olimpiade
L'Albania ha partecipato ai Giochi della XXXII Olimpiade, che si sono svolti a Tokyo, Giappone, dal 23 luglio al 8 agosto 2021 (inizialmente previsti dal 24 luglio al 9 agosto 2020 ma posticipati per la pandemia di COVID-19) con nove atleti, sei uomini e tre donne.
Si è trattata della nona partecipazione di questo paese ai Giochi estivi.

## Delegazione
| Sport             | Uomini | Donne | Totale |
| ----------------- | ------ | ----- | ------ |
| Atletica leggera  | 1      | 1     | 2      |
| Ginnastica        | 1      | 0     | 1      |
| Judo              | 1      | 0     | 1      |
| Nuoto             | 1      | 1     | 2      |
| Sollevamento pesi | 2      | 0     | 2      |
| Tiro              | 0      | 1     | 1      |
| Totale            | 6      | 3     | 9      |

## Risultati

### Atletica leggera
| Q | Qualificato al turno successivo per la posizione in qualificazione                                                           |
| q | Qualificato per il turno successivo per ripescaggio o, negli eventi su campo, conquistando la misura minima per qualificarsi |

Maschile
Eventi su campo
| Atleta        | Evento         | Qualifica | Qualifica | Finale          | Finale          |
| Atleta        | Evento         | Misura    | Posizione | Misura          | Posizione       |
| ------------- | -------------- | --------- | --------- | --------------- | --------------- |
| Izmir Smajlaj | Salto in lungo | 7"86      | 17º       | Non qualificato | Non qualificato |

Femminile
Eventi su pista e strada
| Atleta     | Evento       | Batteria  | Batteria  | Semifinale | Semifinale | Finale    | Finale    |
| Atleta     | Evento       | Risultato | Posizione | Risultato  | Posizione  | Risultato | Posizione |
| ---------- | ------------ | --------- | --------- | ---------- | ---------- | --------- | --------- |
| Luiza Gega | 3000 m siepi | 9'23"85   | 5ª q      | N.D.       | N.D.       | 9'34"10   | 13ª       |

### Ginnastica

#### Ginnastica artistica
Maschile
| Atleta        | Evento  | Qualificazione | Qualificazione | Finale          | Finale          |
| Atleta        | Evento  | Punteggio      | Posizione      | Punteggio       | Posizione       |
| ------------- | ------- | -------------- | -------------- | --------------- | --------------- |
| Matvei Petrov | Cavallo | 14,733         | 10º            | Non qualificato | Non qualificato |

### Judo
| Atleta         | Evento          | Preliminari          | 16-esimi             | Ottavi               | Quarti               | Semifinali           | Ripescaggio          | Finale               | Posizione |
| Atleta         | Evento          | Avversario Risultato | Avversario Risultato | Avversario Risultato | Avversario Risultato | Avversario Risultato | Avversario Risultato | Avversario Risultato | Posizione |
| -------------- | --------------- | -------------------- | -------------------- | -------------------- | -------------------- | -------------------- | -------------------- | -------------------- | --------- |
| Indrit Cullhaj | −66 kg maschile | S. Chinchila P 0–11  | Non qualificato      | Non qualificato      | Non qualificato      | Non qualificato      | Non qualificato      | Non qualificato      | 17º       |

### Nuoto
| Atleta        | Gara                         | Batterie | Batterie | Semifinali      | Semifinali      | Finale          | Finale          |
| Atleta        | Gara                         | Tempo    | Pos.     | Tempo           | Pos.            | Tempo           | Pos.            |
| ------------- | ---------------------------- | -------- | -------- | --------------- | --------------- | --------------- | --------------- |
| Kledi Kadiu   | 100 m stile libero maschili  | 51"65    | 52º      | Non qualificato | Non qualificato | Non qualificato | Non qualificato |
| Nikol Merizaj | 100 m stile libero femminili | 26"21    | 42ª      | Non qualificata | Non qualificata | Non qualificata | Non qualificata |

### Sollevamento pesi
| Atleta         | Evento          | Strappo   | Strappo    | Slancio   | Slancio    | Totale | Classifica |
| Atleta         | Evento          | Risultato | Classifica | Risultato | Classifica | Totale | Classifica |
| -------------- | --------------- | --------- | ---------- | --------- | ---------- | ------ | ---------- |
| Briken Calja   | -73 kg maschile | 151       | 7º         | 190       | 4º         | 341    | 4º         |
| Erkand Qerimaj | -81 kg maschile | 157       | 11º        | 181       | 9º         | 338    | 9º         |

### Tiro a segno/volo
| Atleta          | Evento                                | Qualificazione | Qualificazione | Finale          | Finale          |
| Atleta          | Evento                                | Punteggio      | Classifica     | Punteggio       | Classifica      |
| --------------- | ------------------------------------- | -------------- | -------------- | --------------- | --------------- |
| Manuela Delilaj | Pistola 10 m aria compressa femminile | 556-12x        | 37ª            | Non qualificata | Non qualificata |